# Anaphe (geslacht)
Anaphe is een vlindergeslacht. Sabaria is opgenomen in de familie van de Tandvlinders. Het geslacht komt voor in tropisch Afrika.

## Soortenlijst[3]
- Anaphe ambrizia (Butler, 1877)
- Anaphe aurea (Butler, 1892)
- Anaphe dempwolffi (Strand, 1909)
- Anaphe etiennei (Schouteden, 1912)
- Anaphe euprepiaeformis (Herrich-Schäffer, 1855)
- Anaphe infracta (Walsingham, 1885)
- Anaphe johnstonei (Tams, 1932)
- Anaphe leplaei (Mayné, 1914)
- Anaphe nyansae (Strand, 1910)
- Anaphe panda (Boisduval, 1847)
- Anaphe perobscura (Berio, 1937)
- Anaphe reticulata (Walker, 1855)
- Anaphe sericea (Karsch, 1895)
- Anaphe subsordida (Butler, 1893)
- Anaphe venata (Butler, 1878)
- Anaphe zombitsyana (Viette, 1965)